# Stefan Perić
Stefan Perić (Salisburgo, 13 febbraio 1997) è un calciatore austriaco, difensore del Sebenico.

## Caratteristiche tecniche
È un difensore centrale.

## Carriera
Nato a Salisburgo, cresce nel settore giovanile del Salisburgo dove milita dal 2006 al 2014, quando viene aggregato al Liefering; debutta fra i professionisti il 22 agosto nel match di seconda divisione perso 2-0 contro il LASK Linz
Nel 2015 viene acquistato dallo Stoccarda dove milita per 3 stagioni a cavallo fra terza e quarta divisione giocando 65 incontri e realizzando la sua prima rete, contro l'Astoria Walldorf.
Nel 2018 fa ritorno in patria al Wacker Innsbruck, ed il 23 febbraio 2019 debutta in Bundesliga nel match perso 3-0 contro l'Admira Wacker M.. Al termine della stagione si trasferisce al Wolfsberger.
Il 18 giugno 2021 viene acquistato a titolo definitivo dal Sebenico.

## Statistiche
Statistiche aggiornate al 22 ottobre 2021.

### Presenze e reti nei club
| Stagione        | Squadra             | Campionato      | Campionato | Campionato | Coppe nazionali | Coppe nazionali | Coppe nazionali | Coppe continentali | Coppe continentali | Coppe continentali | Altre coppe | Altre coppe | Altre coppe | Totale | Totale | Totale |
| Stagione        | Squadra             | Comp            | Pres       | Reti       | Comp            | Pres            | Reti            | Comp               | Pres               | Reti               | Comp        | Pres        | Reti        | Pres   | Reti   |        |
| --------------- | ------------------- | --------------- | ---------- | ---------- | --------------- | --------------- | --------------- | ------------------ | ------------------ | ------------------ | ----------- | ----------- | ----------- | ------ | ------ | ------ |
| 2014-2015       | Liefering           | 1L              | 3          | 0          |                 | -               | -               |                    | -                  | -                  |             | -           | -           | 3      | 0      |        |
| 2015-2016       | Stoccarda II        | 3L              | 31         | 0          |                 | -               | -               |                    | -                  | -                  |             | -           | -           | 31     | 0      |        |
| 2016-2017       | Stoccarda II        | RL              | 17         | 0          |                 | -               | -               |                    | -                  | -                  |             | -           | -           | 17     | 0      |        |
| 2017-2018       | Stoccarda II        | RL              | 17         | 1          |                 | -               | -               |                    | -                  | -                  |             | -           | -           | 17     | 1      |        |
| 2018-2019       | Wolfsberger II      | 2L              | 4          | 0          |                 | -               | -               |                    | -                  | -                  |             | -           | -           | 4      | 0      |        |
| 2018-2019       | Wolfsberger         | BL              | 7          | 0          | CA              | 2               | 0               |                    | -                  | -                  |             | -           | -           | 9      | 0      |        |
| 2019-2020       | Wacker Innsbruck II | RL              | 6          | 0          |                 | -               | -               |                    | -                  | -                  |             | -           | -           | 6      | 0      |        |
| 2020-2021       | Wacker Innsbruck II | RL              | 6          | 0          |                 | -               | -               |                    | -                  | -                  |             | -           | -           | 6      | 0      |        |
| 2019-2020       | Wacker Innsbruck    | BL              | 1          | 0          | CA              | 1               | 0               | UEL                | 0                  | 0                  |             | -           | -           | 2      | 0      |        |
| 2020-2021       | Wacker Innsbruck    | BL              | 6          | 0          | CA              | 1               | 0               | UEL                | 2                  | 0                  |             | -           | -           | 9      | 0      |        |
| 2021-2022       | Sebenico            | 1.HNL           | 12         | 0          | CC              | 1               | 0               |                    | -                  | -                  |             | -           | -           | 13     | 0      |        |
| Totale carriera | Totale carriera     | Totale carriera | 107        | 1          |                 | 5               | 0               |                    | 2                  | 0                  |             | -           | -           | 114    | 1      |        |